# 캐럴 루기어
캐럴 루기어(영어: Carole Ruggier, 1976년 4월 1일 ~ )는 영국 출신의 배우, 성우이다. 비디오 게임 《갓 오브 워》, 《갓 오브 워 2》의 아테나 역 성우로 알려져 있다. TV 드라마 《에이전트 카터》에서는 주인공 페기 카터의 어머니 어맨다 카터 역으로 출연했다.